# 汲金純

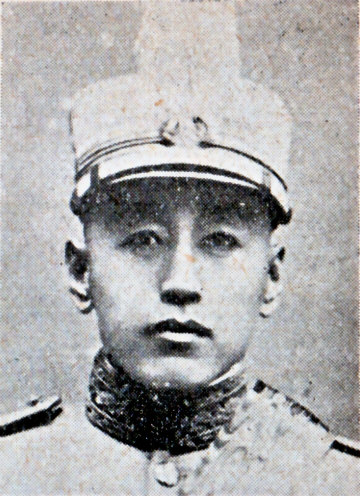
汲金純

汲金純（1877年—1948年），字海峰，号殿一，通称大英，盛京将軍管轄区奉天府海城縣人，中華民国大陸時期奉军將領。

## 生平
汲金純早年投奔绿林馮德麟部，後来随馮德麟被清廷招安，汲金纯随之在奉天巡防营任职，歷任奉天巡防營前路哨官及管帶等職。1913年（民国2年），任陸軍第28師第56旅旅長。1915年（民国4年）9月，获授陸軍中将衔。1917年（民国6年）7月，馮德麟举兵反張作霖敗北而失势。汲金純投靠張作霖。同年8月，汲金純被張作霖任命为遼西臨時剿匪司令。同年11月，汲金純接替馮德麟任第28師師長。1918年（民国7年）升为陸軍中将。
1921年（民国10年）6月，汲金純任蒙疆中路总司令。同年9月，任热河都统。1924年（民国13年），任奉軍第4軍副軍長兼第9師師長。1925年2月，任善後會議會員。1926年（民国15年）10月，任安国軍三、四方面軍團第15軍軍長。1926年11月，任綏遠都统。1928年（民国17年），奉軍撤退，任山海關警備司令。1931年後调任東北邊防司令長官公署参議，失去军权。
1948年（民国37年）去世，享年72嵗。1954年7月葬于北平东北义园。

## 家庭
妻妾不明。至少有三个儿子。九一八事变后，日本人请汲金纯“出山”，但汲金纯未答应，日本特务为报复，便在锦州抓走了汲金纯的三儿子汲绍儒（字亚鹏），说汲绍儒是共产党，押往日本。后来，汲绍儒回到中国，1944年任汪精卫政权统治下的北平市警察局督察长。1945年8月至9月间，在中共地下组织的指导下，利用职权释放300多名政治犯和400多名中国共产党党员。此后投奔哈尔滨的东北人民解放军政治部部长周桓，参加革命，改名胡震。中华人民共和国成立后，胡震历任黑龙江省人民政府参事、辽宁省人民政府参事及参事室副主任等职，1993年病逝。《沈阳文史资料》第十辑收录了一篇胡震的文章《回忆先父汲金纯》。
汲金纯有一个孙子汲潮，是中华人民共和国建国初期北京市公安局优秀预审员，著有《预审员札记》。